# Gallos Stadion
Het Gallos Stadion in Rethimnon op Kreta, gebouwd in 1992, is zeer klein en heeft een capaciteit van 1300 toeschouwers.
Tot 1999 speelde de derde divisie voetbalclub EAR hier zijn thuiswedstrijden, maar die gingen failliet. Nu heeft het stadion geen vaste bespeler meer. Wel wordt hier elk jaar het Vardinoyannia atletiek toernooi georganiseerd.